# Asthenactis fisheri
Asthenactis fisheri is een zeester uit de familie Myxasteridae.
De wetenschappelijke naam van de soort werd in 1966 gepubliceerd door Alton.